# Amor und die Torheit

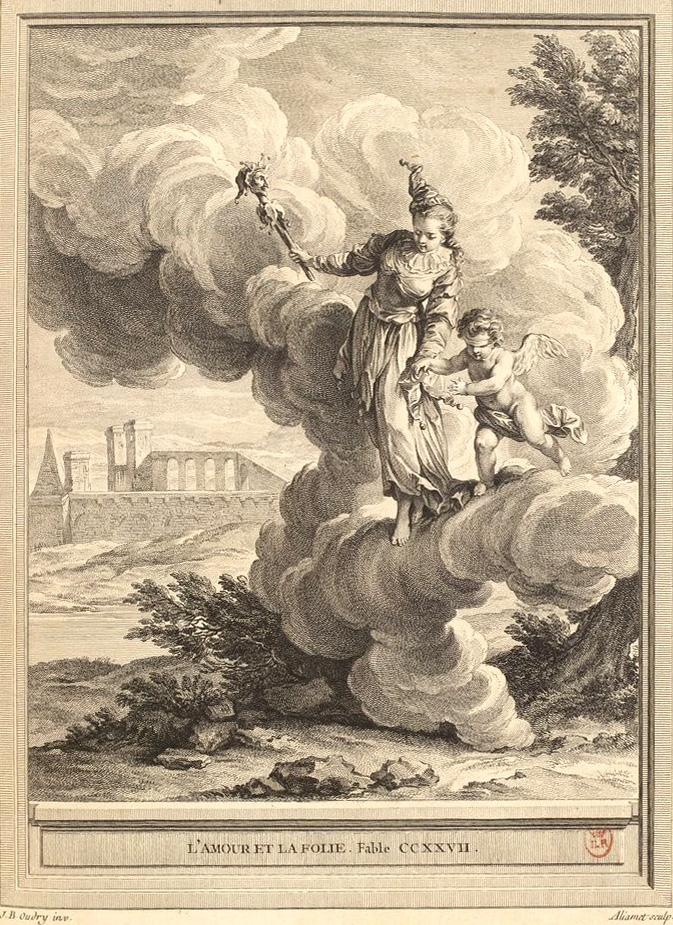
L’amour et la folie

Amor und die Torheit (französisch L’Amour et la Folie) ist die 14. Fabel im zwölften Buch der Fabelsammlung Fables Choisies, Mises En Vers von Jean de La Fontaine, in der die sprichwörtliche blinde Liebe thematisiert wird.

## Inhalt
Einst spielten die Torheit und der Gott Amor zusammen; dabei kam es zu einem Streit und die Torheit schlug Amor so heftig ins Gesicht, dass er das Augenlicht verlor. Die Götter und die Richter der Unterwelt hielten Gericht und verurteilten die Torheit für ewige Zeiten, die Führerin des blinden Liebesgottes zu sein.

## Analyse
Der deutsche Romanist Adolf Laun hielt 1878 diese „reizende Fabel“ eher für eine Allegorie und fand es bemerkenswert, dass La Fontaine sie im hohen Alter geschrieben hatte.
Der Autor erweckt durch den burlesk strukturierten Text erst den Eindruck, Amor zu verteidigen, um danach aber die Szene des Urteils über die Torheit zu karikieren. Im Prolog zeigt sich La Fontaine neutral in der Streitfrage um die Liebe. Auch die eigentliche Erzählung fällt keine vernünftige Entscheidung: Die Verurteilung der Torheit ist nur formal und verewigt in Wirklichkeit die Blindheit Amors, bedeutet also de facto den Sieg der Torheit über Amor. Die Fabel wird vom Wort mystére überwölbt; das paradoxe Wesen der Liebe äußert sich in der Tatsache, dass die Liebe zwar ein Gott – aber blind ist. Sie ist ein Übel, aber auch ein Glück. La Fontaine überlässt die Moral dem Liebenden, d. h. demjenigen eben von diesen Gegensätzen Gebeutelten, der ebenso wenig vernünftig urteilen kann wie all die Götter. Der Poet stellt fest, dass er sich nicht sicher ist, ob blinde Liebe ein Heil oder eine Krankheit genannt werden soll.